# Mohamed Bentiba
Mohamed Bentiba (sinh ngày 21 tháng 10 năm 1989 ở Oran) là một cầu thủ bóng đá người Algérie. Anh hiện tại thi đấu cho MC Oran ở Giải bóng đá hạng nhất quốc gia Algérie.

## Sự nghiệp quốc tế
Năm 2010, Bentiba được triệu tập vào đội tuyển U-23 quốc gia Algérie bởi huấn luyện viên Azzedine Aït Djoudi.